# Centro (Igrejinha)

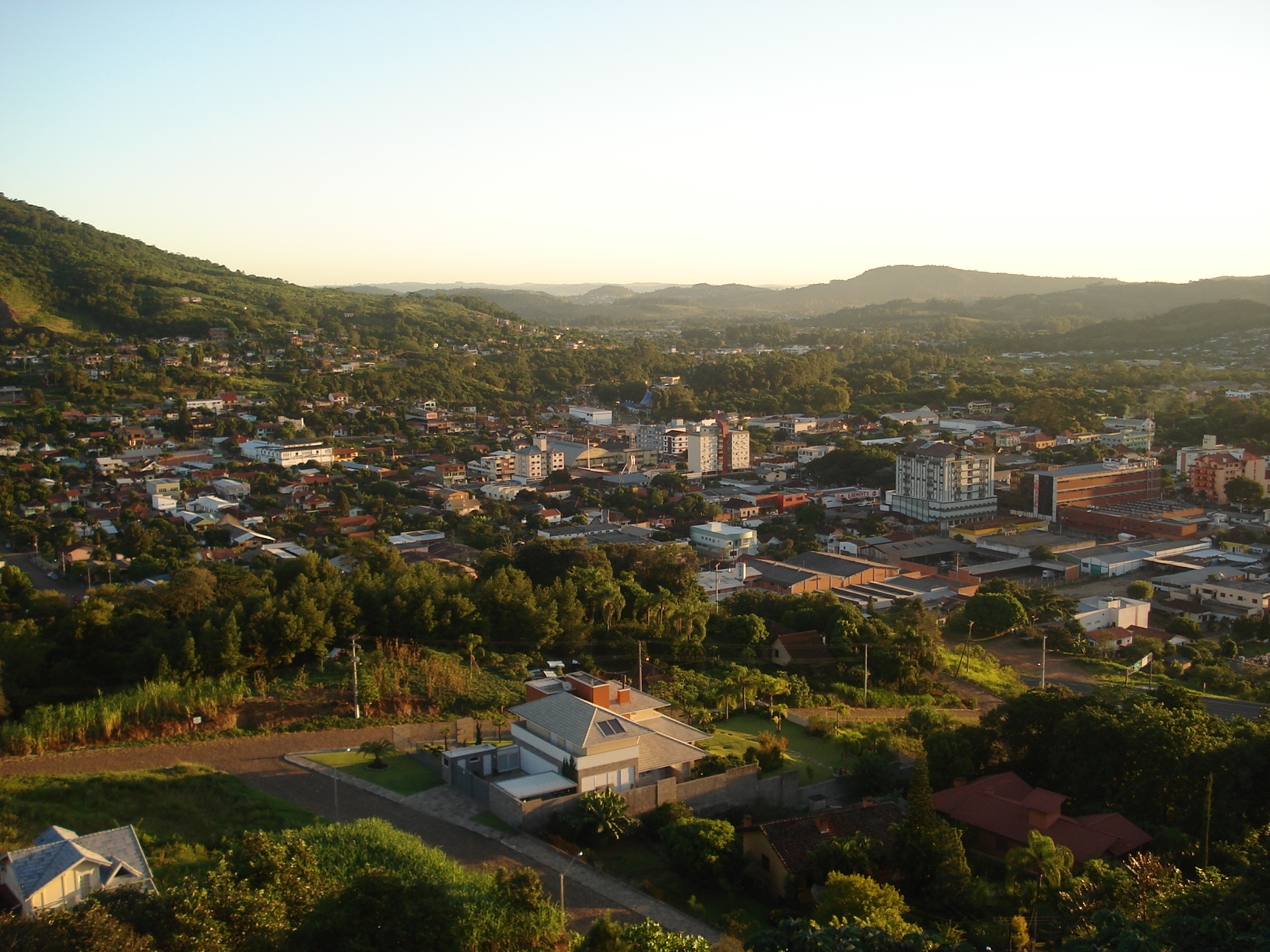
Vista do bairro Centro de Igrejinha

O Centro é um bairro da cidade de Igrejinha, no Rio Grande do Sul. É um dos 7 primeiros bairros da cidade, criado através da Lei Municipal nº441 de 1977. É o bairro mais movimentado e com maior infra-estrutura da cidade.

## História

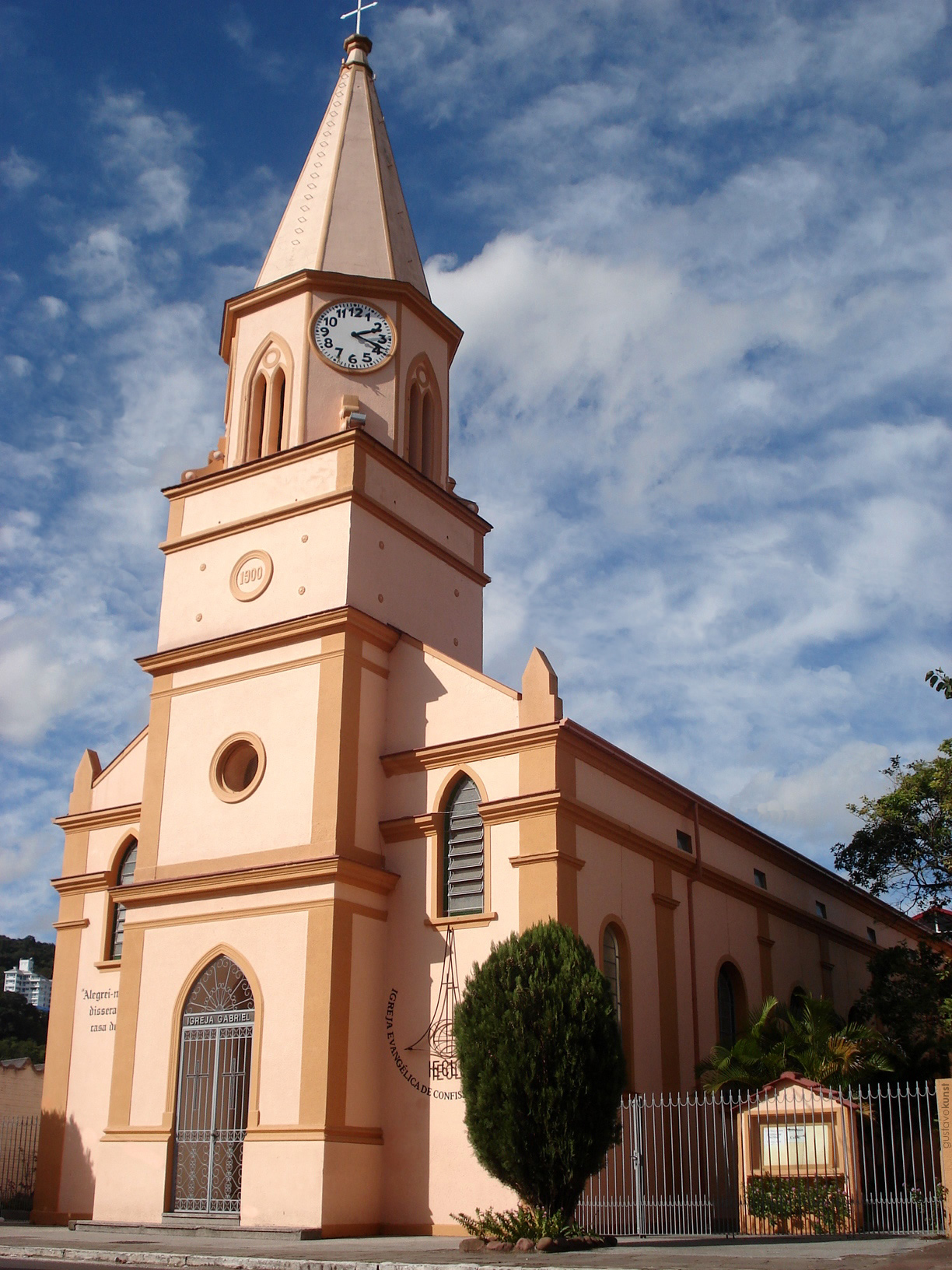
Igreja Gabriel em Igrejinha

Com o início da colonização de Santa Maria do Mundo Novo em 1847, surgiu um pequeno caminho às margens do rio Santa Maria (hoje chamado de rio Paranhana). Na região onde hoje está localizado o bairro Centro desenvolveu-se rapidamente um povoado. Construída de madeira pelos próprios moradores do povoado, a primeira igreja existente em toda região foi inaugurada em 1863. Ela se localizada próxima às margens do rio Paranhana, de fronte ao local onde hoje está construída a igreja evangélica Gabriel de Igrejinha. Algum tempo após a construção desta igreja o povoado passou a ser chamado de Igrejinha. O caminho que margeava o rio transformou-se em rua sendo chamado de Ruela dos Judeus (em alemão: Judengasse), Rua da Igreja e finalmente Rua da Independência.
Em meados de 1904 a população reuniu-se e construiu a primeira ponte sobre o rio Paranhana. Em 1912 o povoado já possuía rede elétrica, fornecida por um moinho de propriedade do comerciante João Kichler. Igrejinha foi a pioneira em iluminação elétrica domiciliar em toda a região.

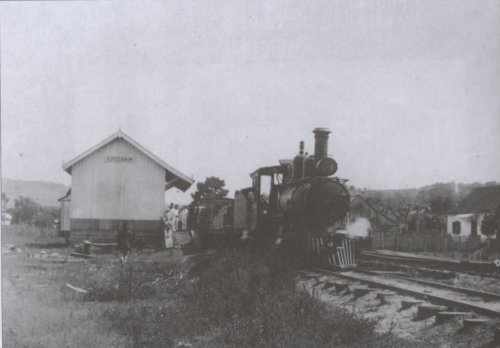
Trem na estação ferroviária de Igrejinha

No ano de 1913, foi construído o ramal Taquara-Canela da rede ferroviária da VFRGS. Os trilhos acompanhavam o curso do rio e passavam ao lado do povoado. Graças à construção da malha ferroviária, a localidade de Igrejinha teve seu nome oficializado. Igrejinha recebeu uma estação ferroviária (localizada onde hoje está o cruzamento da Avenida Castelo Branco com a Rua João Correa) e uma ponte ferroviária. O tráfego ferroviário deu um grande impulso ao progresso da localidade, por facilitar o escoamento da produção.
O bairro Centro foi denominado e delimitado pela Lei Municipal nº 441 de 1977 e atualizado pela Lei Municipal nº 957 de 1987. Está situado entre a rodovia RS-115, seguindo por esta em direção ao sul até encontrar a rua Guilherme Klein, daí em direção oeste até encontrar o rio Paranhana, seguindo à montante até encontrar o entroncamento das ruas Getúlio Vargas e 7 de Julho; segue pela segunda até encontrar o arroio Voluntária, seguindo à jusante até encontrar o rio Paranhana e daí por linha seca e reta em direção a leste até reencontrar a rodovia RS-115.

## Infra-estrutura

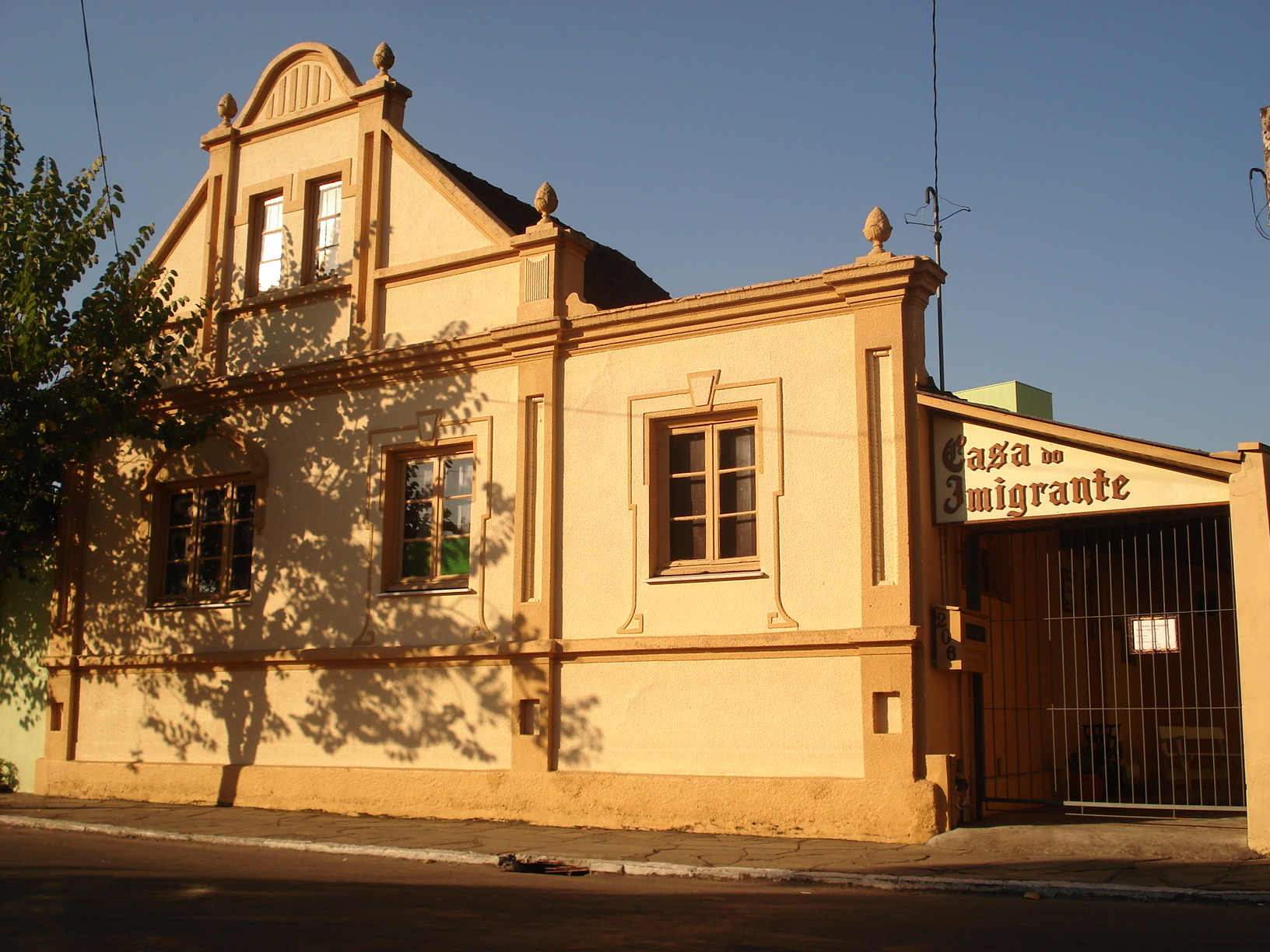
Casa do Imigrante

Este bairros concentra a maior infra-estrutura da cidade sendo que nele estão localizados grande parte do comércio local, todas as agências bancárias, residências e algumas indústrias como a Piccadilly e a Calçados Beira-Rio. Também estão localizados nele o poder executivo municipal, através da sede administrativa da Prefeitura, e o poder legislativo municipal através da Câmara de Vereadores. A população é atendida por dois postos de saúde, três praças municipais sendo uma com quadra esportiva o Estádio Carlos Alberto Schwingler do Esporte Clube Igrejinha, o Ginásio Municipal, o Parque de Eventos Almiro Grings (Parque da Oktoberfest) e o Museu Casa do Imigrante. O quartel da Brigada Militar também está localizado no Centro.
As escolas do bairro são a Escola Cenecista 1º de Junho (privada) e o Instituto Olívia Lahm Hirt (pública estadual), ambas oferecendo educação infantil, ensino fundamental e ensino médio. Além destas também há a Escola de Educação Infantil Kindewelt (privada).

## Bairros vizinhos
- 15 de Novembro
- Saibreira
- Viaduto
- Bom Pastor
- Figueira
- Moinho
- Vila Nova